# Luigi Cherubini

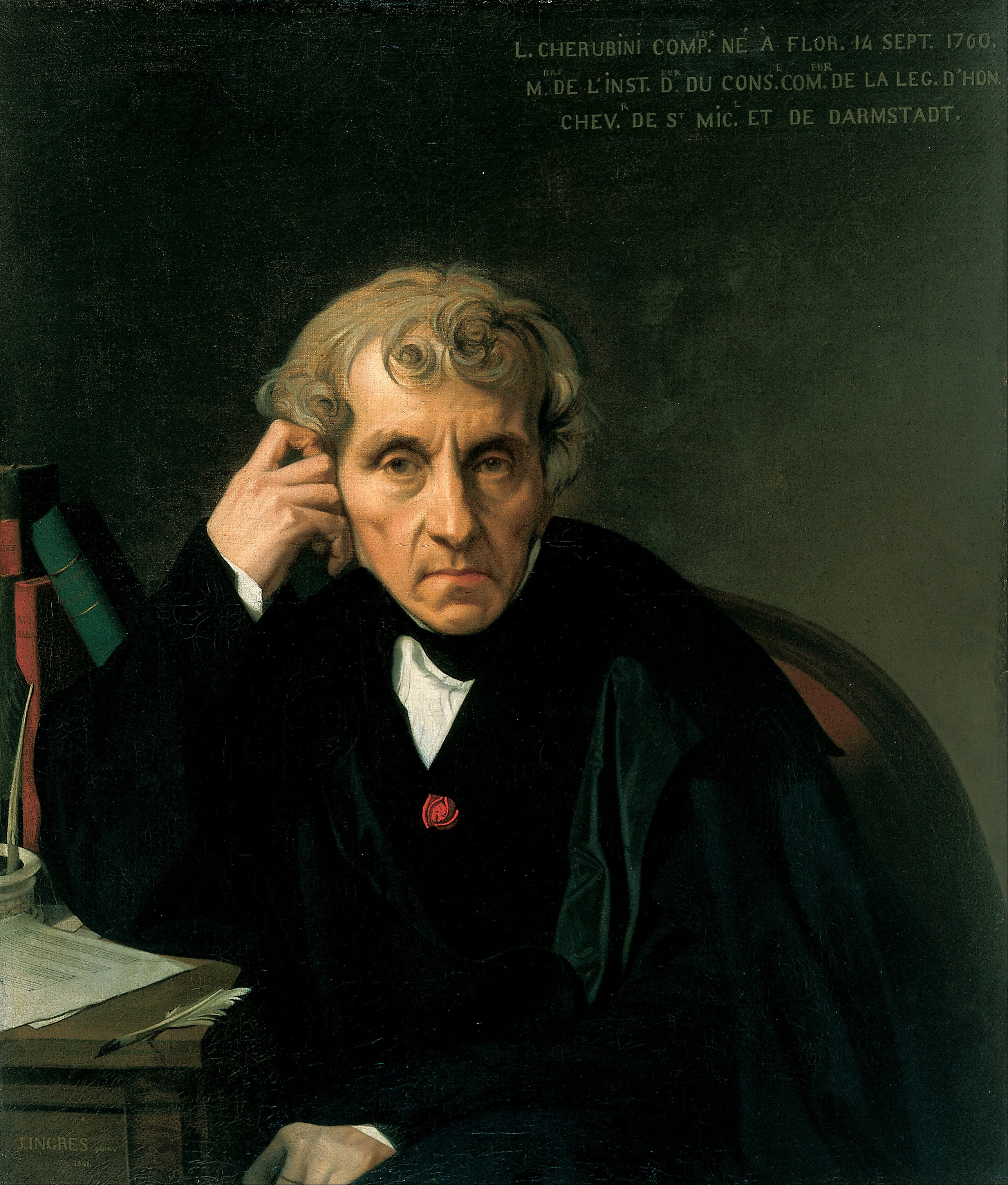
Luigi Cherubini, Gemälde von Jean-Auguste-Dominique Ingres (1841)

Luigi Carlo Zenobio Salvatore Maria Cherubini (* 14. September 1760 in Florenz; † 15. März 1842 in Paris) war ein italienischer Komponist.
Obwohl Cherubini von seinen Zeitgenossen sehr bewundert wurde, ist seine Musik heutzutage kaum mehr geläufig. Beethoven betrachtete ihn als einen der größten dramatischen Komponisten seiner Zeit.

## Leben
Seine Musikerziehung begann im Alter von sechs Jahren durch seinen Vater, der selbst Musiker war. Im Alter von 13 Jahren hatte Luigi Cherubini bereits mehrere geistliche Werke komponiert. Er studierte an der Universität Bologna und von 1778 bis 1782 an der Universität Mailand bei Giuseppe Sarti. 1788 zog er nach Paris um.
In den Jahren in Paris arbeitete er zeitweise erfolgreich als Opernkomponist. Sein erster größerer Erfolg war die Oper Lodoïska (1791), für deren realistischen Heroismus er bewundert wurde. Es folgte die auf revolutionären Prinzipien fußende Schreckensoper Médée (1797), Cherubinis bekanntestes Werk, und Les deux journées ou Le porteur d'eau (1800, Der Wasserträger). Seine Werke wurden im kleinen Théâtre de la foire Saint-Germain aufgeführt, da ihm das (größere) Opernhaus verschlossen blieb. Sein Idealismus, seine künstlerische Unabhängigkeit, vor allem aber die Strenge und der vornehme Charakter seiner Musik verhinderten, dass er bei seinen Zeitgenossen populär wurde. Nach der Ernennung zum Inspektor am Pariser Konservatorium im Jahr 1795 wurde seine finanzielle Situation erträglich.

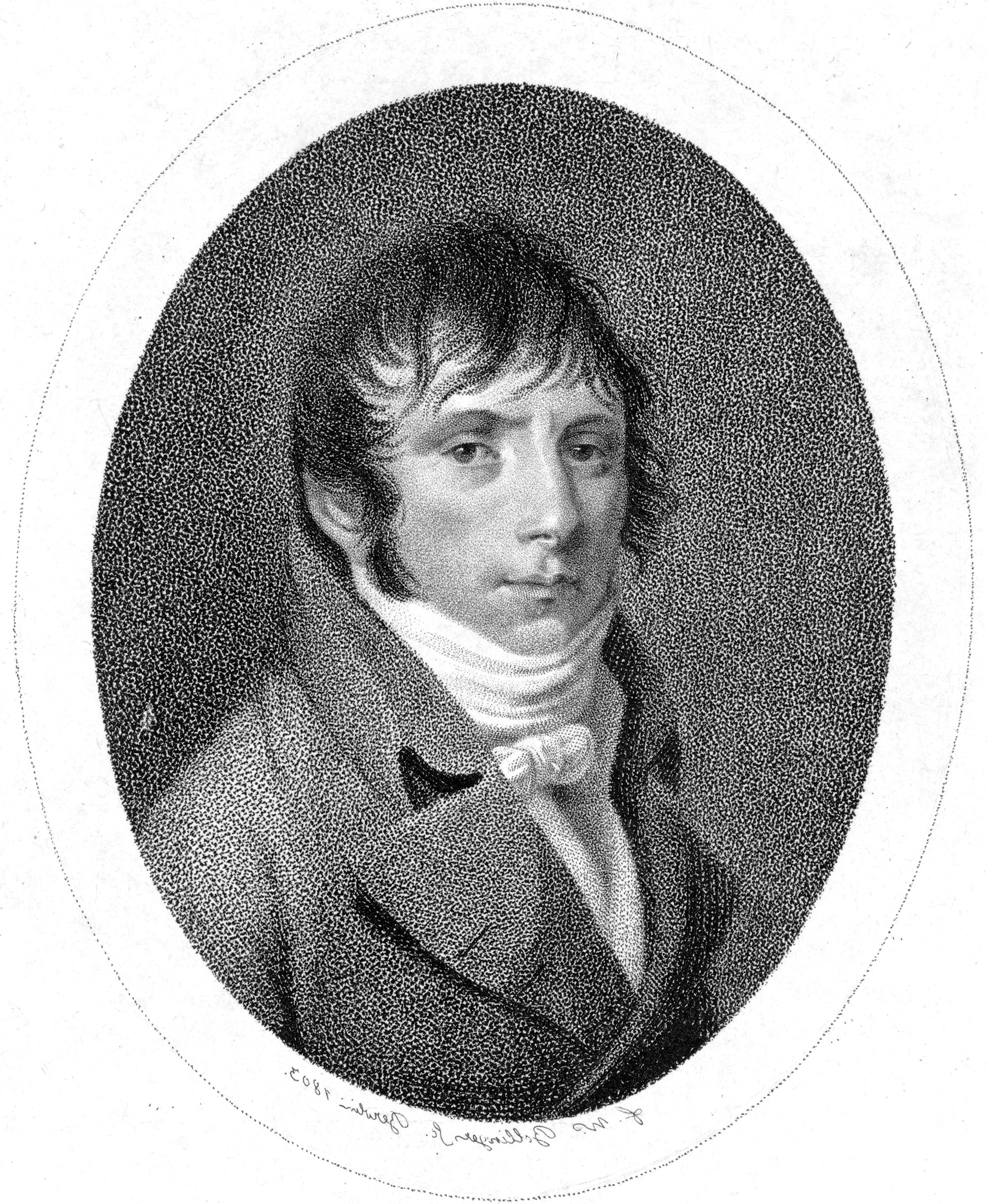
Luigi Cherubini (Lithografie von Friedrich Wilhelm Bollinger, 1803)

1805 erhielt Cherubini eine Einladung aus Wien, eine Oper zu schreiben und selbst aufzuführen. Faniska wurde im folgenden Jahr auf die Bühne gebracht und enthusiastisch gefeiert, vor allem von Haydn und Beethoven. 1810 schlug Nikolaus II. Fürst Esterházy in Paris Cherubini vor, sein persönlicher Kapellmeister und damit Nachfolger des im Vorjahr verstorbenen Haydn zu werden (der allerdings schon seit 1790 nicht mehr im Dienste der Familie Esterházy gestanden hatte). Nach der Abreise des Fürsten komponierte Cherubini die monumentale Messe solenelle per il Principe Esterházy d-Moll, die er am 7. Oktober 1811 vollendete. Vermutlich aufgrund finanzieller Probleme zog der Fürst sein Angebot jedoch später zurück.

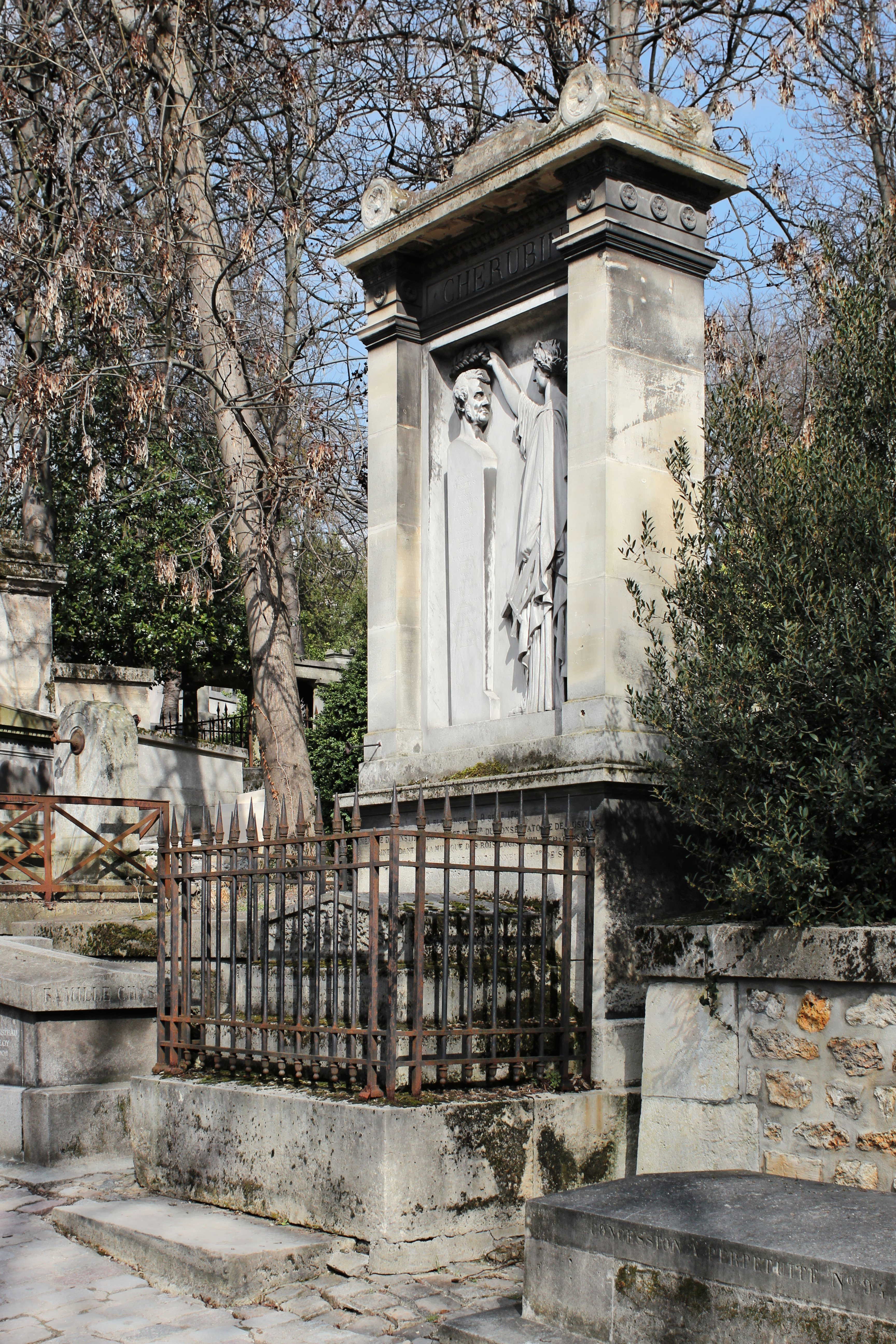
Cherubinis Grab auf dem Friedhof Père-Lachaise

Wegen mangelnden Erfolges am Theater enttäuscht wandte sich Cherubini in zunehmendem Maß der Kirchenmusik zu. Er schrieb sieben Messen, zwei Requien und viele kleinere Werke. In der restaurierten französischen Monarchie wurde er 1816 zum Professor für Komposition und als Nachfolger von Jean-Paul-Égide Martini zum Surintendant de la musique du Roi ernannt. 1815 bestellte die London Philharmonic Society bei ihm eine Sinfonie, eine Ouverture und eine Komposition für Chor und Orchester sowie die dazugehörenden Aufführungen in London, was seinem internationalen Ruhm zugutekam.
Eine Sonderstellung in Cherubinis Schaffen nimmt die Kammermusik ein, der er sich ohne erkennbaren äußeren Anlass zuwandte. 1814, in der Phase der Neuorientierung des Meisters weg von der Opernbühne, entstand sein erstes Streichquartett, das vor allem durch sein fandangoartiges Scherzo bekannt geworden ist und von Robert Schumann in dessen Neuer Zeitschrift für Musik wohlwollend besprochen wurde; 1829 ein zweites, in den Jahren 1834–37 schrieb er schließlich in kurzer Folge die restlichen vier Streichquartette und ein Streichquintett, dem nach Cherubinis Plan noch fünf weitere hätten folgen sollen. Alle diese Werke zeichnen sich durch ein Höchstmaß an Originalität und satztechnischer Finesse aus und bilden ein interessantes Gegengewicht zum Standard des Quartettrepertoires der Wiener Klassik.
1822 wurde Cherubini Direktor des Pariser Konservatoriums, was er bis an sein Lebensende blieb. 1835 vollendete er sein Lehrbuch Cours de contrepoint et de fugue (Theorie des Kontrapunktes und der Fuge). Er starb 1842 in Paris im Alter von 81 Jahren.

## Rezeption
Cherubinis Requiem c-Moll (1816), das an den Jahrestag der Hinrichtung Ludwigs XVI. erinnert, war ein großer Erfolg. Das Werk wurde von Beethoven, Schumann und Brahms sehr bewundert.
Mit der Ankunft der brillanten und überschäumenden Opern Rossinis mit ihrer vokalen „Pyrotechnik“ in Paris kam die streng klassische Oper Cherubinis, wie auch die Glucks und Spontinis, aus der Mode. Dennoch wird Médée gelegentlich aufgeführt. Eine berühmte Wiederaufnahme im 20. Jahrhundert war 1953 in Florenz mit Maria Callas in der Titelrolle und Vittorio Gui am Pult. Eine weitere Cherubini-Oper, Les Abencérages, wurde 1957 auf Italienisch beim Maggio Musicale in Florenz unter dem Dirigat Carlo Maria Giulinis aufgeführt.
Cherubinis lang verschollene, unvollendete komische Oper Koukourgi, deren Premiere wegen der revolutionären Wirren 1792/93 in Paris nicht stattfand, deren Musik Cherubini aber für seine Oper Ali Baba benutzte, wurde in den 1990er Jahren in Krakau gefunden und erlebte am 16. September 2010 am Stadttheater Klagenfurt ihre Uraufführung in dieser ursprünglichen Gestalt.
In den letzten Jahrzehnten nahm sich vor allem Riccardo Muti der Musik Cherubinis an.

## Werke
- elf Messen
- Credo für zwei gemischte Chöre und Basso Continuo (1806)
- zwei Requien
  - Requiem in c-Moll für gemischten Chor und Orchester (1815) UA 1817
  - Requiem in d-Moll für Männerchor und Orchester (1834–36)
- 38 Motetten
- 15 italienische Opern, darunter:
  - 1780 Alessandria, Il Quinto Fabio – Text: Apostolo Zeno, Neufassung: 1783 Rom, Quinto Fabio
  - 1782 Livorno, Adriano in Siria – Text: Pietro Metastasio
  - 1782 Florenz, Armida abbandonata – Text: Bartolomeo Vitturi
  - 1784 Mantua, L’Alessandro nell’Indie – Text: Pietro Metastasio
  - 1785 London, Demetrio – Text: Pietro Metastasio
  - 1788 Turin, Ifigenia in Aulide – Text: Ferdinando Moretti
  - Olimpiade – Text: Pietro Metastasio (unvollendet)
  - 1809 Paris, Pimmalione – Text : Stefano Vestris
- 14 französische Opern, darunter:
  - 1788 Paris, Démophon – Text nach Pietro Metastasio v. Jean François Marmontel
  - 1791 Paris, Lodoïska – Text: Claude François Filette-Louraux
  - 1792 / 1793 Koukourgi – Text von Honoré-Nicolas-Marie Duveyrier (UA 2010, Klagenfurt)
  - 1794 Paris, Eliza, ou le voyage aux glaciers du Mont Saint-Bernard – Text von Jacques-Antoine Révérony de Saint-Cyr
  - 1797 Paris, Médée – Text: François-Benoît Hoffman
  - 1798 Paris, L'hôtellerie portugaise – Text: Étienne Aignan
  - 1799 Paris, La punition – Text: Jean-Louis Brousse Desfaucheres
  - 1800 Paris, Les deux journées (Der Wasserträger) – Text: Jean Nicolas Bouilly
  - 1803 Paris, Anacréon ou l'amour fugitif (Anakreon oder die flüchtige Liebe) – Text: C. R. Mendouze
  - 1810 Paris, Le crescendo – Text: Charles Augustin [de Bassompierre] Sewrin
  - 1813 Paris, Les Abencérages (Das Feldlager in Granada) – Text: Victor Joseph Étienne de Jouy
  - 1833 Paris, Ali-Baba ou Les quarante voleurs – Text: Eugène Scribe und Anne Honoré Joseph Duveyrier, genannt Mélesville
- 1 deutsche Oper:
  - 1806 Wien, Faniska – Text nach René Charles Guilbert de Pixérécourt von Joseph Sonnleithner
- Sinfonie D-Dur
- sechs Streichquartette (Es-Dur, C-Dur, d-Moll, E-Dur F-Dur, a-Moll)
- ein Streichquintett
- sechs Klaviersonaten
- zwei Sonaten für Waldhorn (oder Engl. Horn) und Streicher F-Dur (1802)
- neun Werke für Bläserbesetzungen
  - 1794 Hymne à la Fraternité – Text: Theodore Désorgues
  - 1795 Chant républicain du 10 août – Text: Charles Le Brun
  - 1796 Ode sur le 18 fructidor – Text: François Guillaume Andrieux
  - 1797 Hymne Funebre sur la mort du General Hoche – Text: Marie-Joseph Chénier
  - 1798 La Salpêtre républicain
  - 1799 Hymne pour la fête de la Jeunesse, 10 germinal – Text: Évariste de Parny
  - Hymne pour la Fête de la Reconnaissance – Text: Maherault
  - L'Hymne du Panthéon – Text: Marie-Joseph Chénier
  - Hymne à victoire – Text: Flins